# Якуб Жезнічак
Якуб Жезнічак (пол. Jakub Rzeźniczak, нар. 26 жовтня 1986, Лодзь) — польський футболіст, захисник клубу «Вісла» (Плоцьк) та національної збірної Польщі.

## Клубна кар'єра
Вихованець місцевої школи клубу ЛКС, з якої перейшов у «Відзев». У дорослому футболі дебютував у віці 16 років 23 серпня 2003 року виступами за команду клубу «Відзев», в якій провів один сезон, взявши участь у 11 матчах чемпіонату.
Своєю грою привернув увагу представників тренерського штабу «Легії», до складу якого приєднався влітку 2004 року. Відіграв за команду з Варшави наступні два сезони своєї ігрової кар'єри, проте так і не зміг закріпитись в основній команді, зігравши лише 34 матчі. 
Через це влітку 2006 року Якуб повернувся на правах оренди до клубу «Відзев». Більшість часу, проведеного у складі «Відзева», був основним гравцем захисту команди.
До складу «Легії» повернувся влітку 2007 року. Після цього поступово Жезнічак став основним гравцем команди. Загалом встиг відіграти за команду з Варшави 184 матчі в національному чемпіонаті.

## Виступи за збірну
14 грудня 2008 року дебютував в офіційних матчах у складі національної збірної Польщі в товариській грі проти збірної Сербії. Наразі провів у формі головної команди країни 9 матчів.

## Досягнення
- Чемпіон Польщі (4):

«Легія» (Варшава): 2006, 2013, 2014, 2016
- Володар Кубка Польщі (6):

«Легія» (Варшава): 2008, 2011, 2012, 2013, 2015, 2016
- Володар Суперкубка Польщі (1):

«Легія» (Варшава): 2008
- Чемпіон Азербайджану (2):

«Карабах»: 2018, 2019
| Дата       | Місто                      | Господарі | Результат | Гості              | Турнір            | Голи | Примітки |
| ---------- | -------------------------- | --------- | --------- | ------------------ | ----------------- | ---- | -------- |
| 14/12/2008 | Анталья                    | Польща    | 1 – 0     | Сербія             | товариський матч  | -    |          |
| 06/06/2009 | Йоганнесбург               | ПАР       | 1 – 0     | Польща             | товариський матч  | -    |          |
| 09/06/2009 | Кейптаун                   | Ірак      | 1 – 1     | Польща             | товариський матч  | -    |          |
| 10/10/2009 | Прага                      | Чехія     | 2 – 0     | Польща             | Відбір до ЧС 2010 | -    |          |
| 14/10/2009 | Хожув                      | Польща    | 0 – 1     | Словаччина         | Відбір до ЧС 2010 | -    |          |
| 18/11/2009 | Бидгощ                     | Польща    | 1 – 0     | Канада             | товариський матч  | -    |          |
| 06/02/2011 | Віла-Реал-де-Санту-Антоніу | Молдова   | 0 – 1     | Польща             | товариський матч  | -    |          |
| 14/12/2012 | Анталья                    | Польща    | 4 – 1     | Північна Македонія | товариський матч  | -    |          |
| 18/01/2014 | Абу-Дабі                   | Польща    | 3 – 0     | Норвегія           | товариський матч  | -    |          |
| Усього     |                            | Матчів    | 9         |                    | Голів             | 0    |          |